# Hwang Kjo-an
Hwang Kjo-an (korejsky 황교안, * 15. dubna 1957) je jihokorejský politik. Od 18. června 2015 do 10. května 2017 byl premiérem Jižní Korey, přičemž z titule této role od 9. prosince 2016, kdy byl pozastaven výkon funkce zvolené prezidentce Pak Kun-hje, zároveň vykonával i funkci prezidenta Jižní Koreje. Předtím zastával od 13. března 2013 do 18. června 2015 funkci ministra spravedlnosti.
Vystudoval právo na soukromé univerzitě Songgjungwan, kde získal bakalářský titul v roce 1981 a magisterský titul v roce 2006. Před vstupem do politiky budoval třicet let kariéru prokurátora.
Je ženatý a má dvě děti. Je baptistického vyznání.